# Майра Андраде
Майра Андраде (нар. 13 лютого 1985, Гавана, Куба) — кабовердійська співачка, яка живе та записує музику в Лісабоні, Португалія.

## Життєпис
Андраде народилася в Гавані, Куба, у сім'ї з Кабо-Верде. Разом із сім'єю вона повернулася до Кабо-Верде через кілька днів після народження. Перші роки свого життя Андраде провела в Кабо-Верде, але оскільки її батько був дипломатом уряду Кабо-Верде, вона багато подорожувала зі своєю родиною та жила в багатьох країнах у дитинстві. Тому в дитинстві вона жила в Сенегалі, Анголі та Німеччині. Однак вона проводила близько двох місяців на рік на острові Сантьяго в Кабо-Верде. Андраде переїхала до Парижа в 2002 році, коли їй було 17 років, і жила там до кінця 2015 року, коли переїхала до Лісабона, Португалія.
Вона володіє кількома мовами, але більшість текстів пісень у її альбомах написані її рідною креольською мовою Кабо-Верде. Перша пісня, яку вона пригадує, що співала, це «O Leãozinho» бразильського музиканта Каетано Велозо, якого вона вказала як музичний вплив.

## Кар'єра
Андраде часто виступала у підлітковому віці, почавши вчитися вокалу в Парижі у віці 17 років. У цей час вона також познайомилася з композитором Орландо Пантерою і почала з ним співпрацювати. Потім Андраде почала виступати в різних португаломовних регіонах, включаючи міста Кабо-Верде Мінделу та Прая, а також Лісабон.
У 2011 році вона співпрацювала з Trio Mocotó над треком «Berimbau» для останнього благодійного альбому Red Hot Organization Red Hot+Rio 2. Альбом був продовженням Red Hot + Rio 1996 року. Доходи від продажу були спрямовані на підвищення обізнаності та гроші на боротьбу зі СНІДом/ВІЛ та пов'язаними з ними проблемами охорони здоров'я та соціальними проблемами.
Андраде заявила, що її четвертий альбом Lovely Difficult, що вийшов у листопаді 2013 року, був менш традиційним, ніж її перші три альбоми, і був більш поп-музикою, з співпрацею з артистами зі Сполучених Штатів, Ізраїлю, Франції та Великої Британії та піснями португальською, креольською мовою Кабо-Верде, французькою та англійською.
П'ятий альбом Андраде, Manga, вийшов 8 лютого 2019 року. Альбом був записаний у Парижі та Абіджані та містить суміш афробіту, міської музики та традиційних ритмів Кабо-Верде.
З 2015 року Андраде є знаменитим послом кампанії Організації Об'єднаних Націй «Вільні та рівні», яка спрямована на просування прав людини ЛГБТ-спільноти в Кабо-Верде.

## Нагороди та номінації
У 16 років Андраде виграла конкурс авторських пісень Jeux de la Francophonie 2001 року.
Андраде здобула нагороду Preis der Deutschen Schallplattenkritik (Нагорода німецьких критиків звукозапису) за свій альбом Navega у 2007 році та за Stória, stória… у 2009 році. Вона також здобула нагороду Newcomer на BBC Radio 3 Awards for World Music 2008.
У 2013 році вона була номінована в музичній категорії 21-ї премії Femmes en Or.
У 2014 році її альбом Lovely Difficult був номінований у Франції на премію Victoires de la Musique Award у категорії World Music.

## Дискографія

### Альбоми
| Рік  | Альбом           | Пікові позиції | Сертифікації |
| Рік  | Альбом           | FRA            | Сертифікації |
| ---- | ---------------- | -------------- | ------------ |
| 2006 | Navega           | 124            |              |
| 2009 | Stória, stória…  | 157            |              |
| 2010 | Studio 105       | —              |              |
| 2013 | Lovely Difficult | 98             |              |
| 2019 | Manga            | 122            |              |